# Mario Filippeschi
Mario Filippeschi (* 7. Juni 1907 in Montefoscoli bei Pisa; † 25. Dezember 1979 in Florenz) war ein italienischer Opernsänger (Tenor).

## Leben
Mario Filippeschi wurde als viertes Kind einer Bauernfamilie geboren, begann erst mit 17 Klarinette zu spielen und wurde durch einen Zufall auf seine Stimme aufmerksam (er sang bei seinem dreijährigen Militärdienst toskanische Lieder). Zunächst aber wurde er Polizeibeamter und spielte in einer Polizeikapelle Klarinette.
Seine stimmliche Ausbildung begann er 1930 bis 1935 bei Vicidomini in Mailand, einem Gesangslehrer, der seine Schüler keine Lieder und Arien lehrte, sondern sie nur Vokalisen und Übungen singen ließ. Erst bei Pessina in Mailand (1935–1937?) begann er Partien zu studieren. Über eine Stagione in italienischen Kleinstädten debütierte er am 19. Juli 1937 als Edgardo in Donizettis Lucia di Lammermoor im Theater in Colorno bei Parma. In den 50er Jahren nahm er zusätzlich zu Engagements an allen großen Bühnen der Welt auch Schallplatten auf und wirkte an Opern- und Radioproduktionen mit. Im Mai 1961 beendete er ohne Angaben von Gründen seine Karriere.
1942 heiratete er in Genua Anna Pucci, die Tochter eines Industriellen.

## Klassifikation
Am 23. Dezember 1978 schrieb sein Kollege Giacomo Lauri-Volpi in einer Grußkarte: „Avenida Lauri Volpi 5. Ich erinnere mich an die wunderbare Stimme, die ich in Valencia im Rigoletto und in den Pescatori di perle gehört habe. Keine Stimme eines heutigen Sängers hält dem Vergleich mit Deiner Stimme stand. Heute wärest Du der König der Tenöre (1978!). Gib acht auf Dich und denke an Deinen ehrlichen Bewunderer, dessen Name G. Lauri Volpi ist, 86 Jahre alt.“

## Rollen
- Edgardo (Lucia di Lammermoor) – 19. Juli 1937 Debüt
- Herzog (Rigoletto) – 1937
- Rodolfo (La Bohème)
- Pinkerton (Madama Butterfly)
- Faust (Mefistofele)
- Alfredo (La traviata)
- Cavaradossi (Tosca) – 1946
- Turiddu (Cavalleria rusticana) – 1946
- Arnoldo (Guillaume Tell, it. Guglielmo Tell) – 1953
- Radames (Aida)
- Maurizio (Adriana Lecouvreur)
- Don Alvaro (La forza del destino)
- Gabriele Adorno (Simon Boccanegra)
- Don José (Carmen)
- Loris (Fedora)
- Faust (Faust)
- Andrea Chenier
- Don Carlos
- Pollione (Norma)
- Calaf (Turandot) – 1955
- Arturo (I puritani)
- Manrico (Il trovatore) –
- Riccardo (Un ballo in maschera) – 1956, letzte einstudierte Rolle

## Einspielungen

### Tonträger (unter anderem)
- Mosè (1956) – Rossini
- Armida (1952) – Rossini
- I vespri siciliani (1957)
- Il mito dell’opera, Mario Filippeschi Vol II, BongiovanniGB1084-2

### Filme
- Rigoletto (1947) – mit Tito Gobbi
- Lucia di Lammermoor (1949)